# Josef Kowner
Josef Kowner (geboren am 1. Dezember 1895 in Kiew, Russisches Kaiserreich; gestorben am 8. Mai 1967 in Kalmar, Schweden) war ein russisch-schwedischer Karikaturist (Illustrator) und Maler jüdischer Abstammung.

## Familie
Kowner war ein Sohn des Gymnasiallehrers Szebsel (auch Szabsel, Szepsel oder Shabtai) Kowner (7. Januar 1869–3. Juli 1936) und dessen Frau Zlata (geborene Szewelew, 28. März 1875–7. März 1940). Er war das dritte Kind und hatte sechs weitere Geschwister:
- Tanja (oder Tauba) Kowner (24. Februar 1894–1978) ⚭ 1919 mit Shmuel Tzvi Oppenheim (oder Openhajm, 29. März 1892–1970), sie emigrierten nach Palästina und hatten zwei Kinder Joseph und Judith
- Mary (oder Mery Izabela) Kowner (24. Februar 1894–1942) ⚭ Felix Garfinkiel (oder Feliks Garfinkel, 20. Dezember 1894–1944), sie starb im Vernichtungslager Kulmhof (Chełmno)
- Ilia oder Eljasz Kowner (7. Januar 1899–Januar 1945) ⚭ Pola Lewi (14. März 1902–27. August 1944)
- Zina Kowner (1902–1943) sie war unverheiratet und starb im Vernichtungslager Treblinka
- Aniuta oder Anna Kowner (1904–1943) ⚭ um 1930er Jahre Symcha Manechem Glazer (1897–1943), sie starb ebenfalls in Treblinka
- Lazar oder Eleazar Kowner (1912–1942/43) ⚭ 1939 mit Pani Lechtus oder Lejtus (1917–1942), sie starben in Treblinka[5]

## Leben
Kowners Familie zog nach Łódź um, als er noch ein Kleinkind, etwa zwei Jahre alt, war. Sein Vater war Professor für Latein und Mathematik und gründete in Lodz ein Progymnasium. Kowner studierte 1912 bis 1913 an der Kunstschule in Łódź und setzte seine Studien in Kiew und Warschau fort. Er besuchte in Sankt Petersburg die Kunstakademie und war anschließend von 1917 bis 1918 in Düsseldorf und später Kassel. Es folgte ein längerer Aufenthalt in Paris. Im Jahr 1928 debütierte er in einer Ausstellung in der Stadtgalerie in Łódź. Von 1929 bis 1939 war Kowner Mitglied der Polnischen Künstlervereinigung und der Gruppe vereinigter Künstler namens „Start“, eines avantgardistischen Künstlerkreises polnisch Związek Zawodowy Polskich Artystów Plastyków ‚Gewerkschaft polnischer bildender Künstler‘. Er gehörte gemeinsam mit dem konstruktivistischen Künstler Władysław Strzemiński (1893–1952) der Redaktion der von der Gewerkschaft vierteljährlich von 1933 bis 1938 herausgegebenen Zeitschrift Forma an. In den Jahren 1932, 1936, 1937 und 1939 nahm er an mehreren Gruppenausstellungen der Jüdischen Gesellschaft zur Förderung der Schönen Künste in Łódź, Warschau, Krakau und Lemberg teil.
Nach dem deutschen Überfall auf Polen kam Kowner in das Ghetto Litzmannstadt (Łódź). Hier erhielt er finanzielle Unterstützung durch den Vorsitzenden des Judenrats Mordechai Chaim Rumkowski. Im Ghetto war er in der Teppichmanufaktur tätig, wo er unter anderem Muster für handgefertigte Teppiche entwarf und karikaturistische Zeichnungen der Handwerker anfertigte. Der Judendälteste erteilte ihm und dem Künstler Vincent (eigentlich Yitzhok oder Isaac) Brauner (1887–1944) die offizielle Erlaubnis frei zu arbeiten und ihre Werke im Ghetto auszustellen. Er veranstaltete zudem in seinem Haus heimliche Konzerte. Im August 1944 wurde das Ghetto aufgelöst und Kowner versteckte seine Arbeiten. Er wurde in das Konzentrationslager Auschwitz-Birkenau deportiert, nahm ab Januar am Todesmarsch teil und kam später in das Lager Wöbbelin nach Deutschland, wo er im Mai 1945 befreit wurde. Er war krank und geschwächt und beantragte im Juli 1945 Asyl bei den schwedischen Behörden. Er erhielt die Genehmigung, emigrierte nach Schweden, ließ sich in Kalmar nieder und arbeitete dort als Künstler. Die Werke Kowners, die in der Zeit der Schoa entstanden und im Ghetto verblieben waren, konnten von seinem Bekannten Nachman Zonabend gerettet und ihm zurückgegeben werden. In Schweden war er als Lehrer der Malerei tätig und wurde im Jahr 1952 oder 1953 schwedischer Staatsbürger.

## Werke (Auswahl)
Kowner fertigte Landschaften und Hafenansichten, Stillleben, symbolistische Kompositionen, Figuren- und Porträtbildnisse sowie Architekturbilder in Aquarell und in Öl. Insbesondere in der Zeit, die er im Ghetto verbrachte, entstanden Zeichnungen, die das Leben und die Arbeiten in dem geschlossenen Viertel darstellten (Häuser, Porträts). Museen in Kalmar, Łódź, Stockholm, Vilnius und anderen Orten besitzen einige seiner Werke.
- 18 Bilder für ein Album, das die Arbeit von Kindern im Ghetto zeigt. Zu jedem Bild gab es einen gereimten Vers.[9]
- 1941: Selbstporträt und Eine Straße im Ghetto von Łodz Yad Vashem Art Museum, Jerusalem[8]
- 1943: Porträtbild des Musikers Antonín Krafft Yad Vashem Art Museum, Jerusalem[10]
- 1944: Vorlage für eine 5 und 10 Pfennig Briefmarke der Judenpost mit dem Porträt des Judenältesten Rumkowski[11][12]

In der Zeitschrift Forma
- Karol Hiller (Hrsg.): Forma: czasopismo Związku Zawodowego Polskich Artystów Plastyków w Łodzi. Nr. 2. Zrzeszenie Artystów Plastyków w Łodzi; Związek Zawodowy Polskich Artystów Plastyków w Łódzi, Łódz 1934, S. 14–15 (Textarchiv – Internet Archive).

## Ausstellungen (Auswahl)
- Oktober 1928: J. Mitler, J. Kowner, M. D. Gotlib, P. Zelman in der Stadtgalerie in Łódź
- 1945, 1946, 1948 und 1954: Sonderausstellungen in Kalmar
- 21. August bis 3. September 1948: Ausstellung in Louis Hahnes Kunstsalon in Stockholm
- 1953: Salon „Modern Konst i Hemmiljö“ in Stockholm
- 21. September 2003 bis 4. Januar 2004: Das Recht des Bildes. Jüdische Perspektiven in der modernen Kunst im Kunstmuseum Bochum
- 26. Januar bis 3. April 2016: Kunst aus dem Holocaust – 100 Werke aus der Gedenkstätte Yad Vashem Deutsches Historisches Museum in Berlin[13]